# Matterhorn Ski Paradise
Il Matterhorn Ski Paradise o Cervino Ski Paradise è un comprensorio sciistico italo-svizzero che collega le località di Valtournenche, Breuil-Cervinia e Zermatt e che include i comprensori sciistici satellite di Torgnon e di Chamois. Prende il nome dal Cervino, in tedesco Matterhorn.
Nel comprensorio è possibile praticare lo sci alpino tutto l'anno, dunque anche lo sci estivo, in quanto una parte degli impianti si trova sul ghiacciaio del Plateau Rosa.

## Descrizione

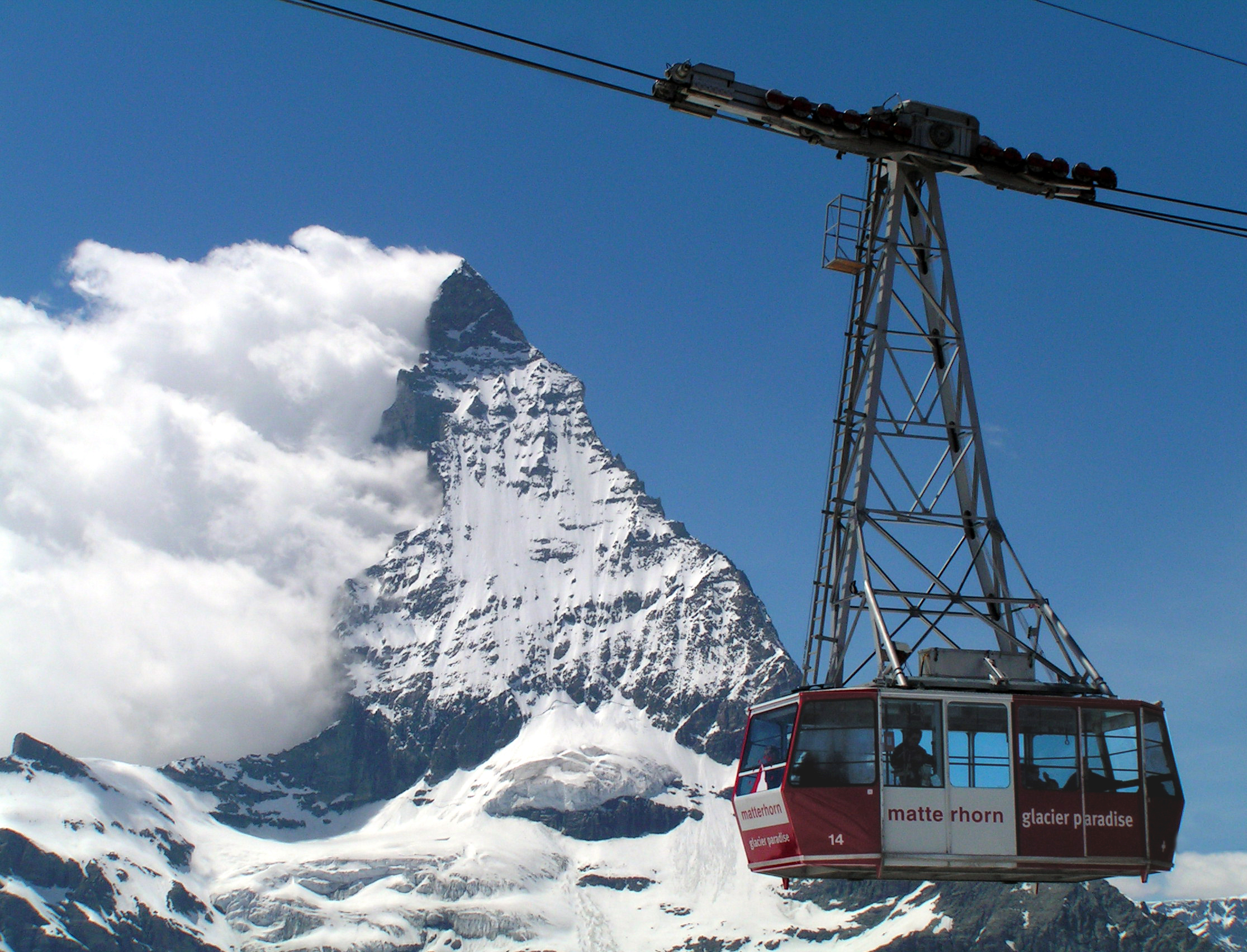
La funivia del Piccolo Cervino

Il comprensorio sciistico, essendo sviluppato tra il confine di Italia e Svizzera, è diviso in due versanti. Il comprensorio svizzero è conosciuto come Matterhorn Ski Paradise e il comprensorio italiano è conosciuto come Cervino Ski Paradise.
La società che gestisce gli impianti del Matterhorn Ski Paradise è la Zermatt Bergbahnen AG con sede a Zermatt.
La società che gestisce gli impianti del Cervino Ski Paradise è la Cervino S.p.A., fondata nel 1934 e successivamente gestita dalla famiglia Cravetto, con sede a Breuil-Cervinia.
Nel 2008 la Cervino S.p.A. è diventata pubblica (70% circa delle quote alla Regione Autonoma Valle d'Aosta, il restante 30% gestito tra privati) a causa dei grossi problemi economici (anche a causa del calo di presenze negli ultimi decenni). Fino al 2011 gli impianti di Valtournenche erano gestiti dalla Cime Bianche S.p.A., accorpatasi poi nel 2012 alla Cervino S.p.A.. Nel 2012 avvenne anche la fusione della Sirt, il gestore degli impianti a fune di Torgnon e Chamois, alla Cervino S.p.A.
Le due società, vista la comunione di intenti, hanno deciso di adottare due loghi diversi ma con lo stesso stile raffigurativo con linee astratte azzurre: per il Matterhorn Ski Paradise è rappresentato il Cervino con le pareti nord ed est; per il Cervino Ski Paradise è rappresentato il Cervino con la parete sud.

### Il comprensorio in numeri[2][3]

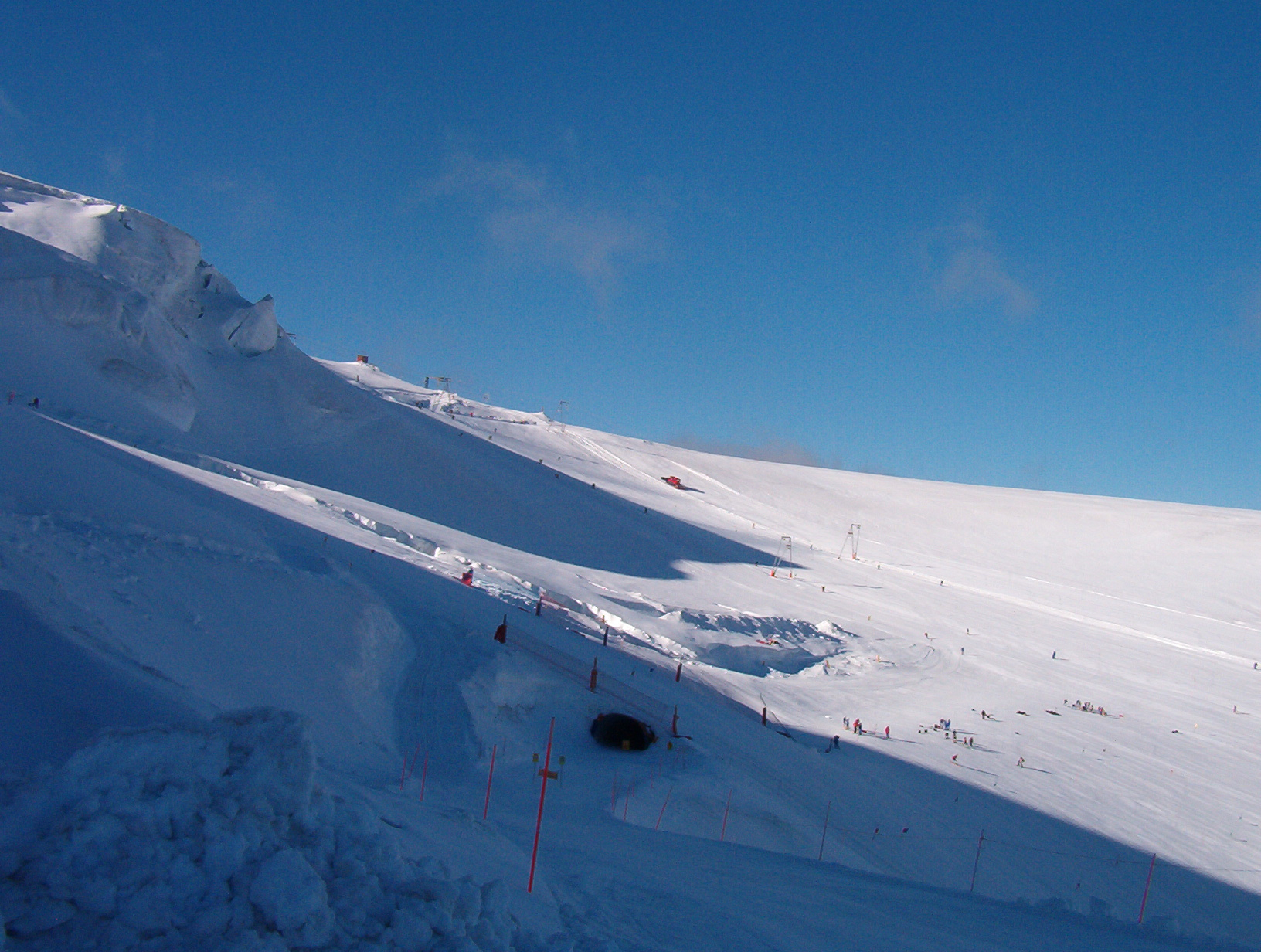
Sci estivo al Plateau Rosa

- Portata oraria impianti: 37 579 persone/ora a Breuil-Cervinia/Valtournenche, 53 482 persone/ora a Zermatt, in totale 91 907 persone/ora
- Altitudine massima raggiunta dagli impianti: 3899 m s.l.m. (Gobba di Rollin)
- Altitudine minima raggiunta dagli impianti: 1524 m s.l.m. (Valtournenche)
- Impianti* Breuil-Cervinia e Valtournenche: 20
- Impianti Zermatt: 30
- Impianti totali: 50
- Piste di discesa: 72 a Breuil-Cervinia Valtournenche + 78 a Zermatt (di cui 61,5% rosse, 21% blu, 17,5% nere)
- Chilometri di piste: 160 km a Breuil-Cervinia Valtournenche, 200 km a Zermatt, in totale 360 km
- Piste con innevamento programmato: 200 km
- Piste per sci estivo: 26,5 km (5,5 km a Breuil-Cervinia, 21 km a Zermatt)

*esclusi i tapis-roulant e i comprensori di Torgnon e Chamois

## Cervino Ski Paradise

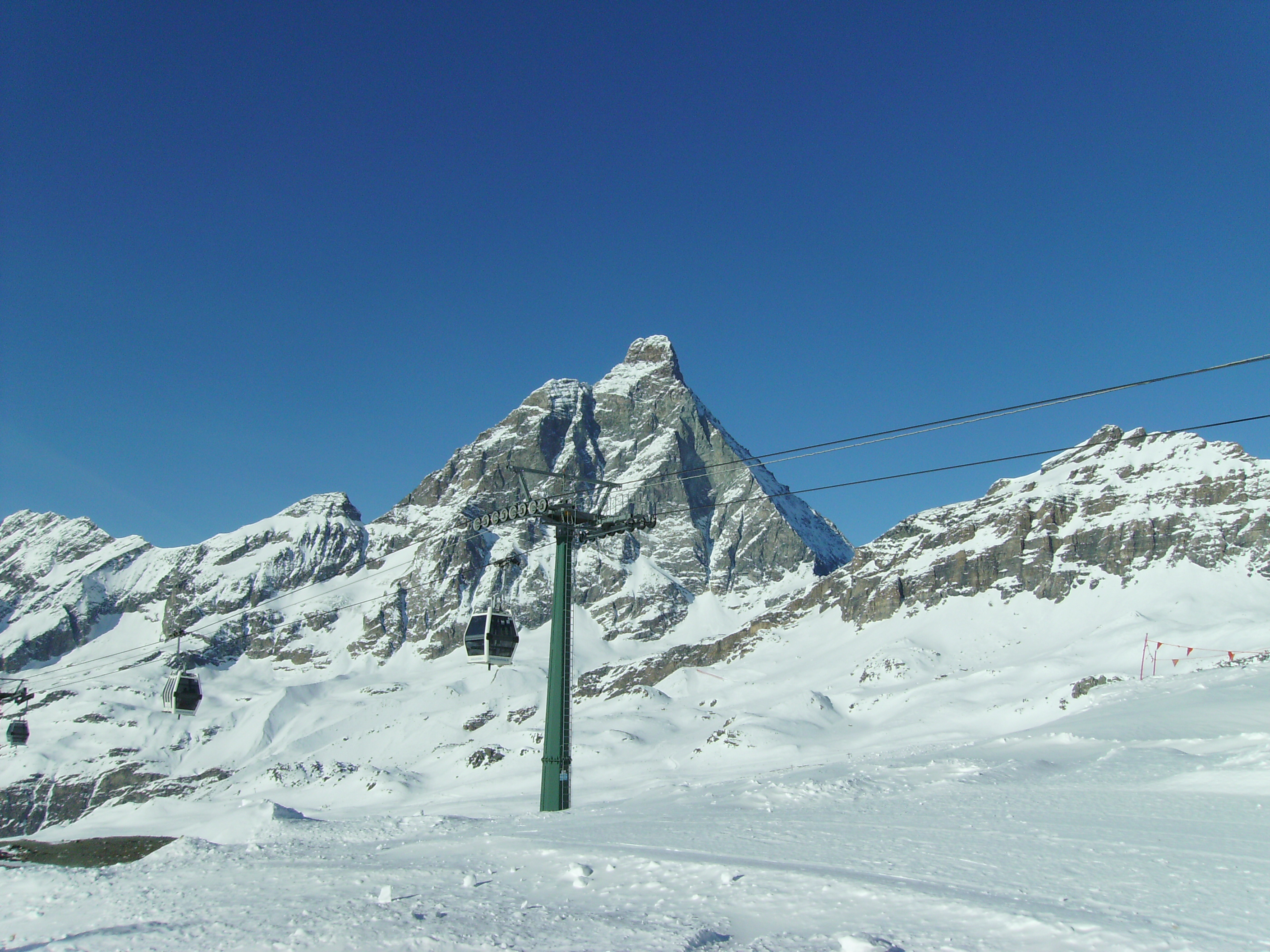
La telecabina Cime Bianche e, sullo sfondo, il Cervino

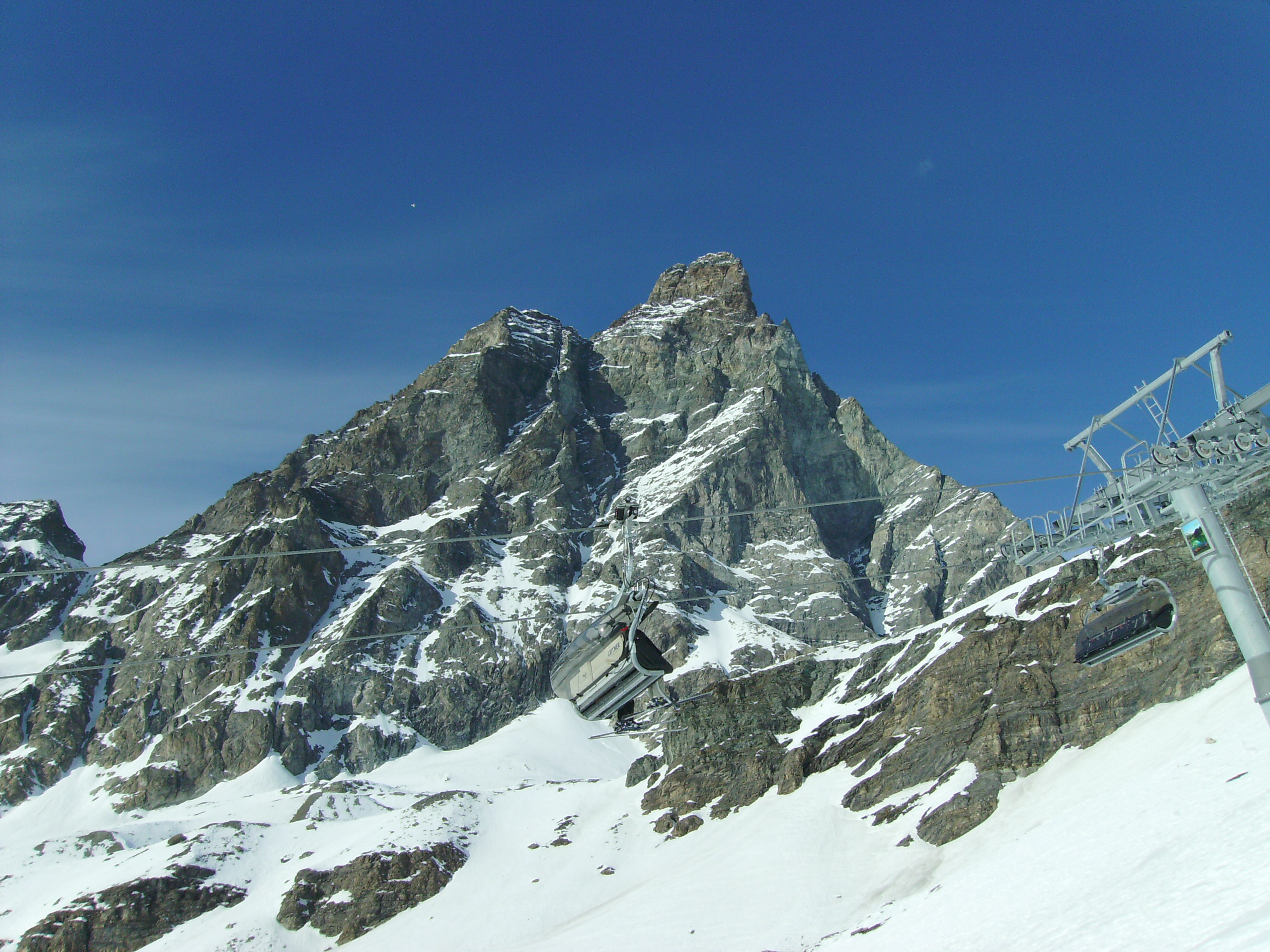
La seggiovia Pancheron

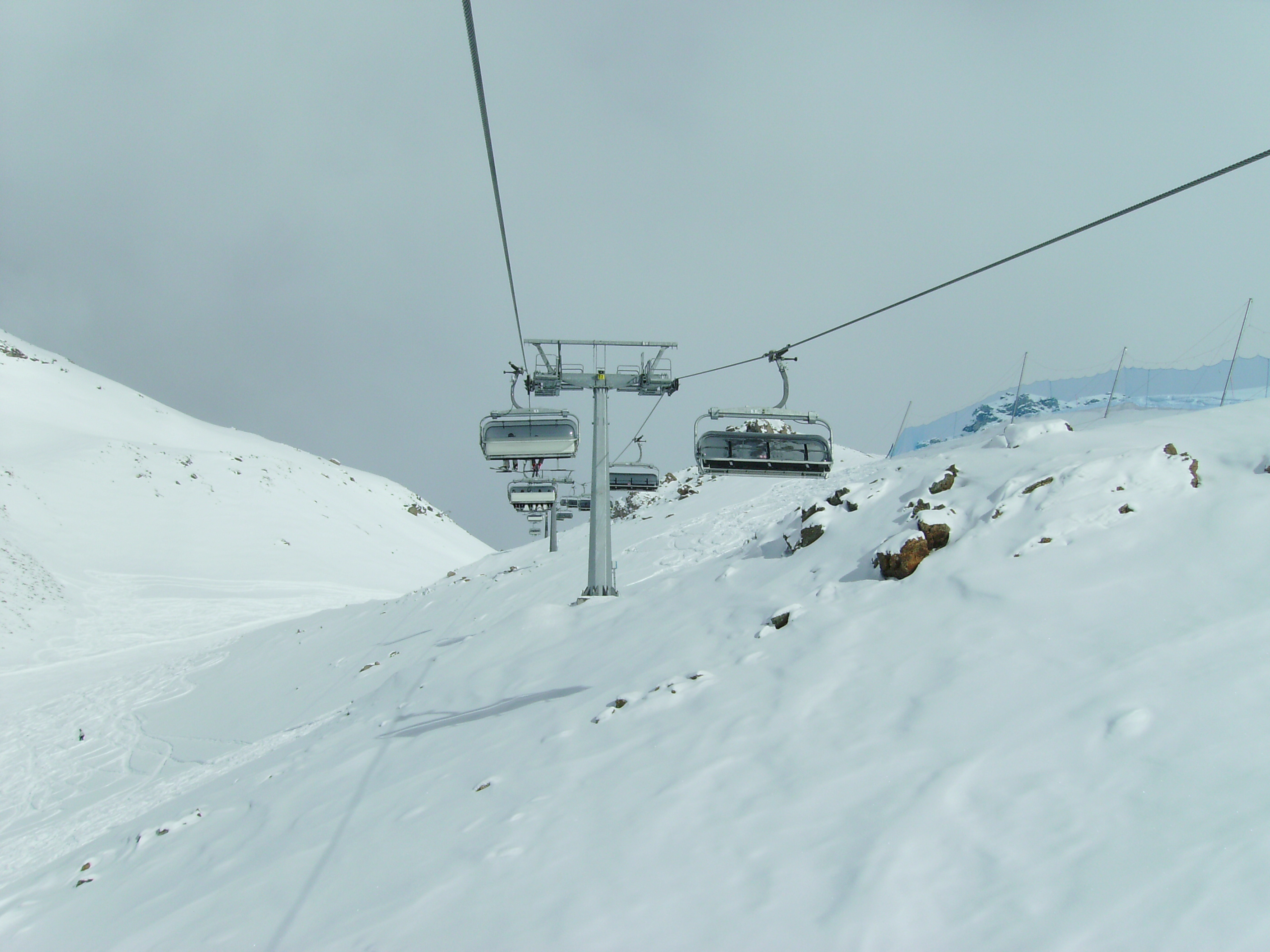
La seggiovia Bec Carré

Il comprensorio italiano è il Cervino Ski Paradise e comprende gli impianti di risalita di Breuil-Cervinia e Valtournenche, connessi tra di loro con impianti e piste, e gli impianti di risalita satellite di Torgnon e Chamois.

### Impianti di risalita

#### Breuil-Cervinia
- Cabinovia Breuil-Plan Maison, costruita dalla ditta Leitner nel 1986 e rinnovata nel 2006 (con sostituzione delle vecchie cabine Leitner con cabine della ditta svizzera CWA)
- Funivia Breuil-Plan Maison 2, costruita dalla ditta Ceretti Tanfani nel 1963
- Cabinovia Plan Maison-Laghi Cime Bianche, costruita dalla ditta Leitner nel 1988 e rinnovata nel 2008
- Funivia Laghi Cime Bianche-Plateau Rosa, costruita dalla ditta Hölzl nel 1991, rinnovata nel 2011
- Seggiovia quadriposto Plan Maison, costruita dalla ditta Leitner nel 1998
- Seggiovia quadriposto Fornet, costruita dalla ditta Leitner nel 1998
- Seggiovia quadriposto Bontadini, costruita dalla ditta Leitner nel 1995
- Seggiovia esaposto Crétaz, costruita dalla ditta Leitner nel 2006
- Seggiovia esaposto Pancheron, costruita dalla ditta Leitner nel 2009
- Seggiovia quadriposto Campetto, costruita dalla ditta Leitner nel 2006
- Seggiovia biposto Cielo Alto, costruita dalla ditta Leitner nel 1972, ristrutturata nel 2005
- Skilift baby La Vieille, costruito dalla ditta Leitner nel 1990
- Seggiovia triposto Lago Goillet, costruita dalla ditta Leitner nel 1988
- Tapis roulant Crétaz, costruito nel 2006 e rinnovato nel 2022
- Tapis roulant Plan Maison, costruito nel 2010

#### Valtournenche

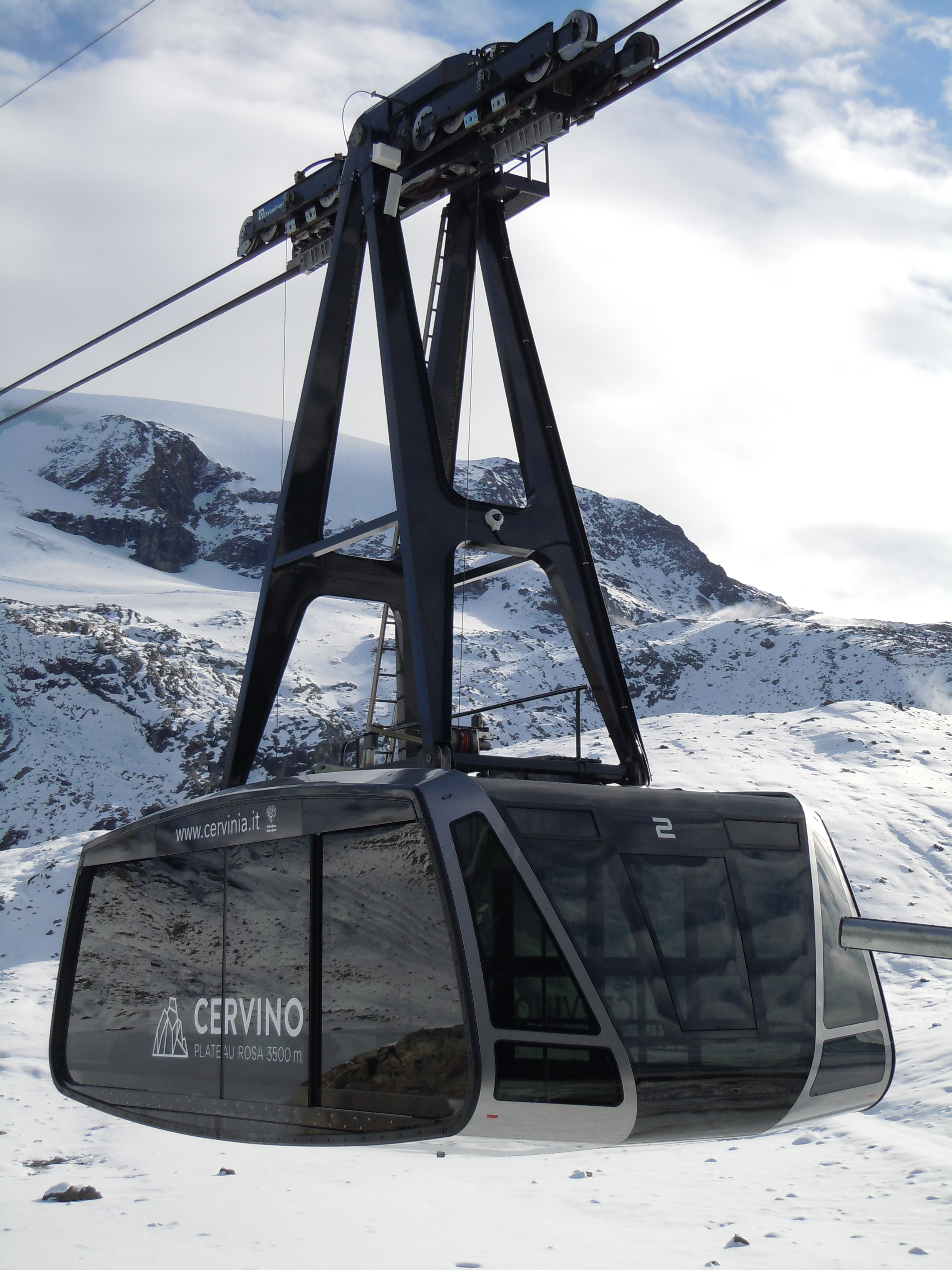
Funivia del Plateau Rosa.

- Cabinovia Valtournenche-Salette, costruita dalla ditta Leitner nel 1997
- Tapis roulant Desert
- Tapis roulant Buffalo
- Tapis roulant Park, costruito nel 2010
- Seggiovia triposto Becca d'Aran, costruita dalla ditta Leitner nel 1988
- Seggiovia quadriposto Motta, costruita dalla ditta Leitner nel 2006
- Seggiovia esaposto Bec Carré, costruita dalla ditta Leitner nel 2006
- Seggiovia quadriposto Du Col, costruita dalla ditta Leitner nel 2006
- Seggiovia esaposto Gran Sometta, costruita dalla ditta Leitner nel 2022 (a sostituzione dello skilift del 1988)

#### Torgnon
- Seggiovia Chantorné
- Seggiovia Col Fenêtre
- Seggiovia Collet
- Cabinovia Chantorné
- Tapis roulant Baby Area
- Tapis Roulant Fun Area

#### Chamois
- Funivia Buisson-Chamois
- Seggiovia Lago di Lod
- Seggiovia Teppa
- Seggiovia Falinier
- Tapis roulant Lago di Lod - Baby Park

## Matterhorn Ski Paradise
Il comprensorio svizzero è il Matterhorn Ski Paradise e può essere diviso in tre parti: il Matterhorn Glacier Paradise e Schwarzsee Paradise; il Gornergrat; il Rothorn Paradise e Sunnegga Paradise.

### Matterhorn Glacier ParadiseeSchwarzsee Paradise
La prima stazione di questa parte del comprensorio è quella di Furi (1864 m), raggiunta da un'ovovia a otto posti (denominata Matterhorn Express) e da una funivia. Da qui parte la grande funivia che raggiunge direttamente il Trockener Steg (2939 m). Il Matterhorn Express prosegue toccando le stazioni intermedie Aroleid, Schwarzsee (2583 m) e Furgg (2432 m) e arriva al Trockener Steg. La parte dell'ovovia Schwarzsee-Trockener Steg è relativamente nuova (costruita nel 2009). Dal Trockener Steg parte la grande funivia del Piccolo Cervino e due skilift ad àncora che raggiungono la Testa Grigia. Dal luglio 2023 è aperto il Matterhorn Alpine Crossing, la più alta traversata a fune delle Alpi, composta dalla funivia 3S Trockener Steg - Piccolo Cervino e dalla funivia 3S Testa Grigia - Piccolo Cervino. Sul ghiacciaio del Plateau Rosa si pratica lo sci estivo grazie a cinque skilift ad àncora, alcuni dei quali aperti solo nel periodo estivo. Allo Schwarzsee Paradise si trova un albergo e parte il sentiero per la Hörnlihütte, punto di partenza per la scalata al Cervino.

#### Impianti di risalita

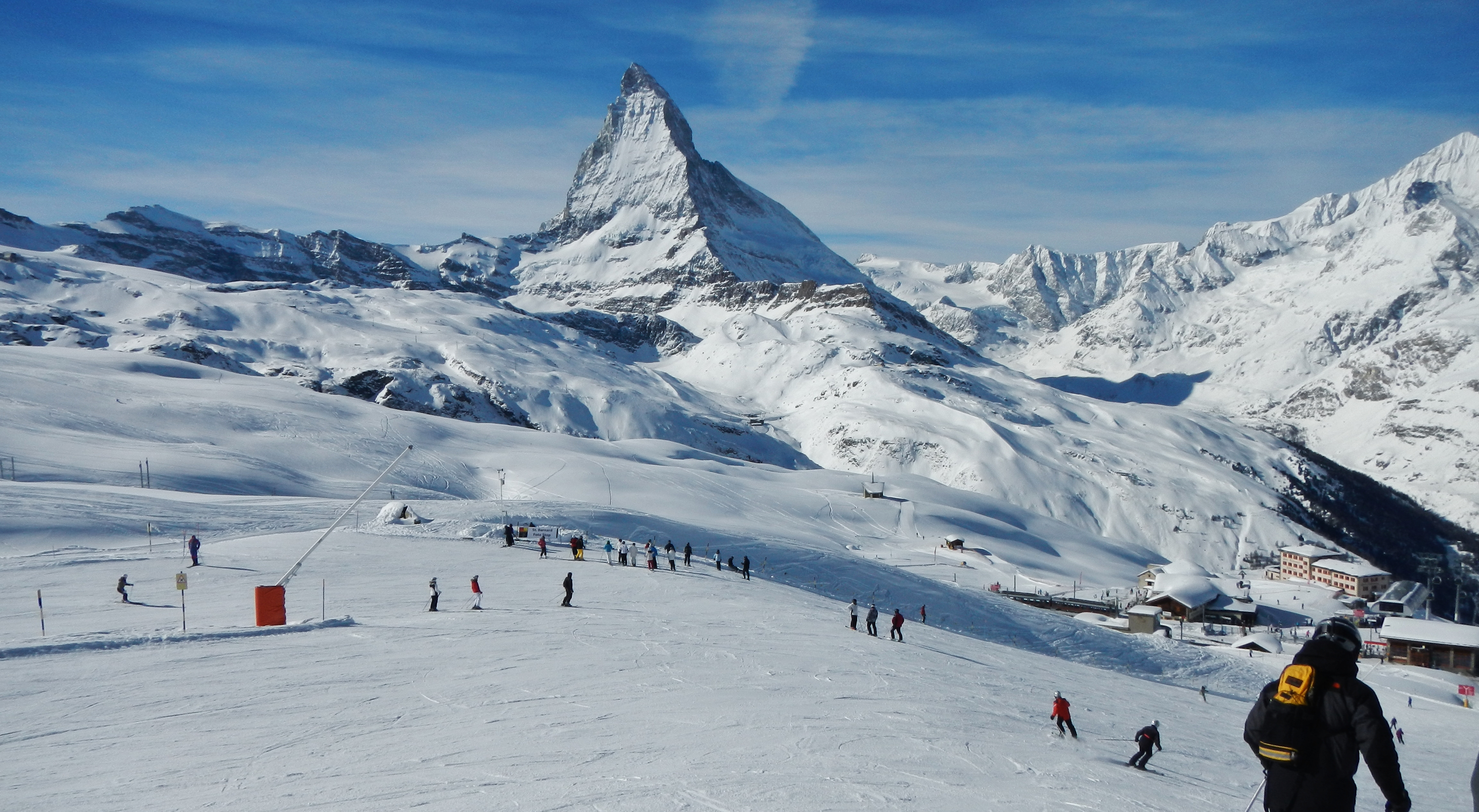
Piste da sci a Zermatt

- Telecabina 8 posti Zermatt-Furi-Schwarzsee-Furgg-Trockener Steg
- Funivia Zermatt-Furi
- Funivia Furi-Trockener Steg
- Funivia va e vieni Trockener Steg-Piccolo Cervino **
- Funivia 3S Trockener Steg - Piccolo Cervino (Matterhorn Alpine Crossing)
- Funivia 3S Testa Grigia - Piccolo Cervino (Matterhorn Alpine Crossing)
- Seggiovia quadriposto Furgg-Sandiger Boden
- Seggiovia esaposto Furgsattel
- Seggiovia esaposto Hirli
- Skilift Gandegg
- Skilift Testa1
- Skilift Plateau Rosa 1
- Skilift Plateau Rosa 2
- Skilift Plateau Rosa 3 *
- Skilift Grenzlift *
- Skilift Gobba di Rollin *

* solo estivo

** Aperta tutto l'anno, escluse due settimane non consecutive e solitamente nel periodo autunnale per revisione
L'impianto che permette il collegamento con il Gornergrat è l'ovovia otto posti Furi-Riffelberg.

### Gornergrat
(Svizzera Turismo)

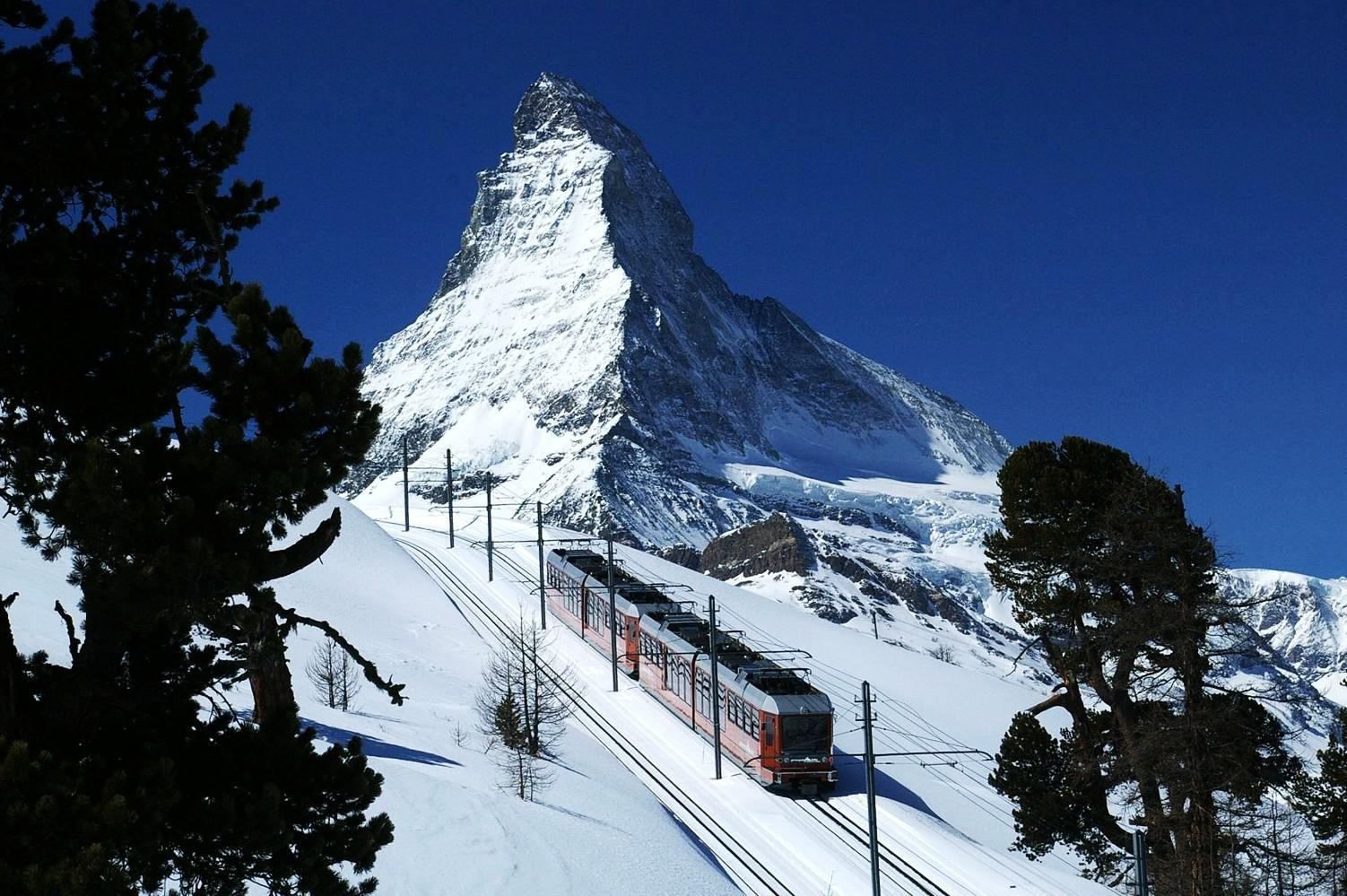
La ferrovia del Gornergrat

Da Zermatt una ferrovia a cremagliera percorre la tratta ripida fino in cima al Gornergrat (3 089 metri s.l.m.). Le più importanti stazioni che il treno tocca sono le seguenti:
- Riffelalp: dalla stazione di Riffelalp un decauville rosso porta all'albergo Riffelalp Resort. In autunno la zona ospita il Zermatt Festival.
- Riffelberg: in inverno è il punto ideale dove i principianti (grandi e piccoli) si possono esercitare sugli sci. In estate è il punto di partenza per il Riffelhorn, una parete per arrampicate molto apprezzata. Vi si trova l'Hotel Riffelberg.
- Rotenboden: in prossimità è situato il Villaggio Igloo e una pista per slittini che arriva fino a Riffelberg. Da qui parte anche il sentiero per la Monte Rosa Hütte.
- Gornergrat: è la stazione finale, laddove si trova l'albergo Kulmhotel Gornergrat, che è l'hotel più ad alta quota delle Alpi Svizzere. Lì si trova anche un importante osservatorio.

Altre stazioni minori sono:
- Findelbach (1774 m)
- Landtunnel (2060 m)

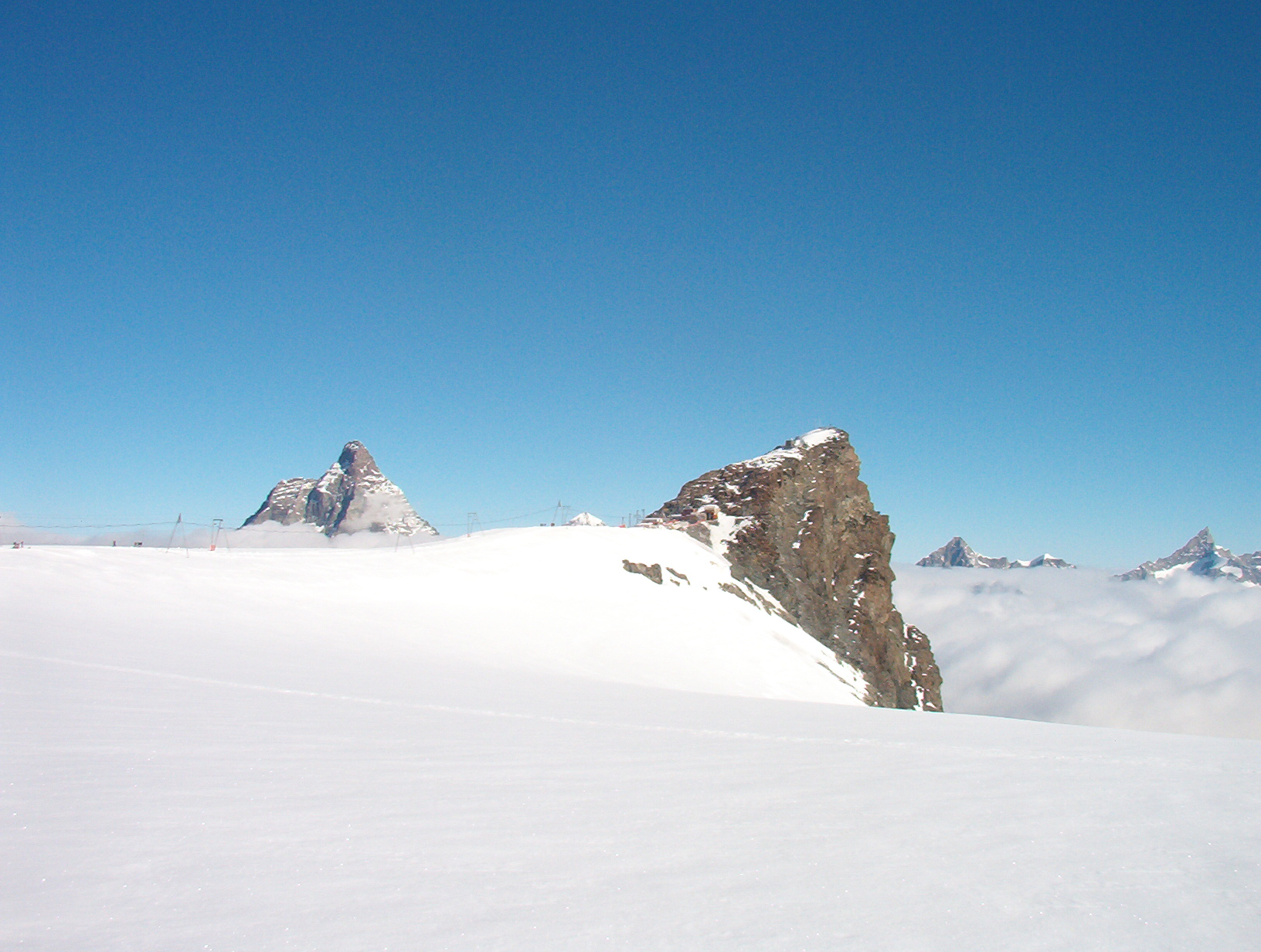
Piccolo Cervino

La cima dello Stockhorn non è più accessibile dal 2018 a causa del messa in disuso dello skilift, che era stato costruito nel 2008 in sostituzione della vecchia funivia.

#### Impianti di risalita
- Treno elettrico Zermatt-Gornergrat *
- Seggiovia esaposto Gifthittli
- Funivia Rote Nase

* Funzionante tutto l'anno

#### Impianti che permettono il collegamento con ilRothorn Paradise
- Seggiovia quadriposto Breitboden-Findeln-Sunnegga
- Seggiovia esaposto Gant-Blauherd

### Rothorn ParadiseeSunnegga Paradise

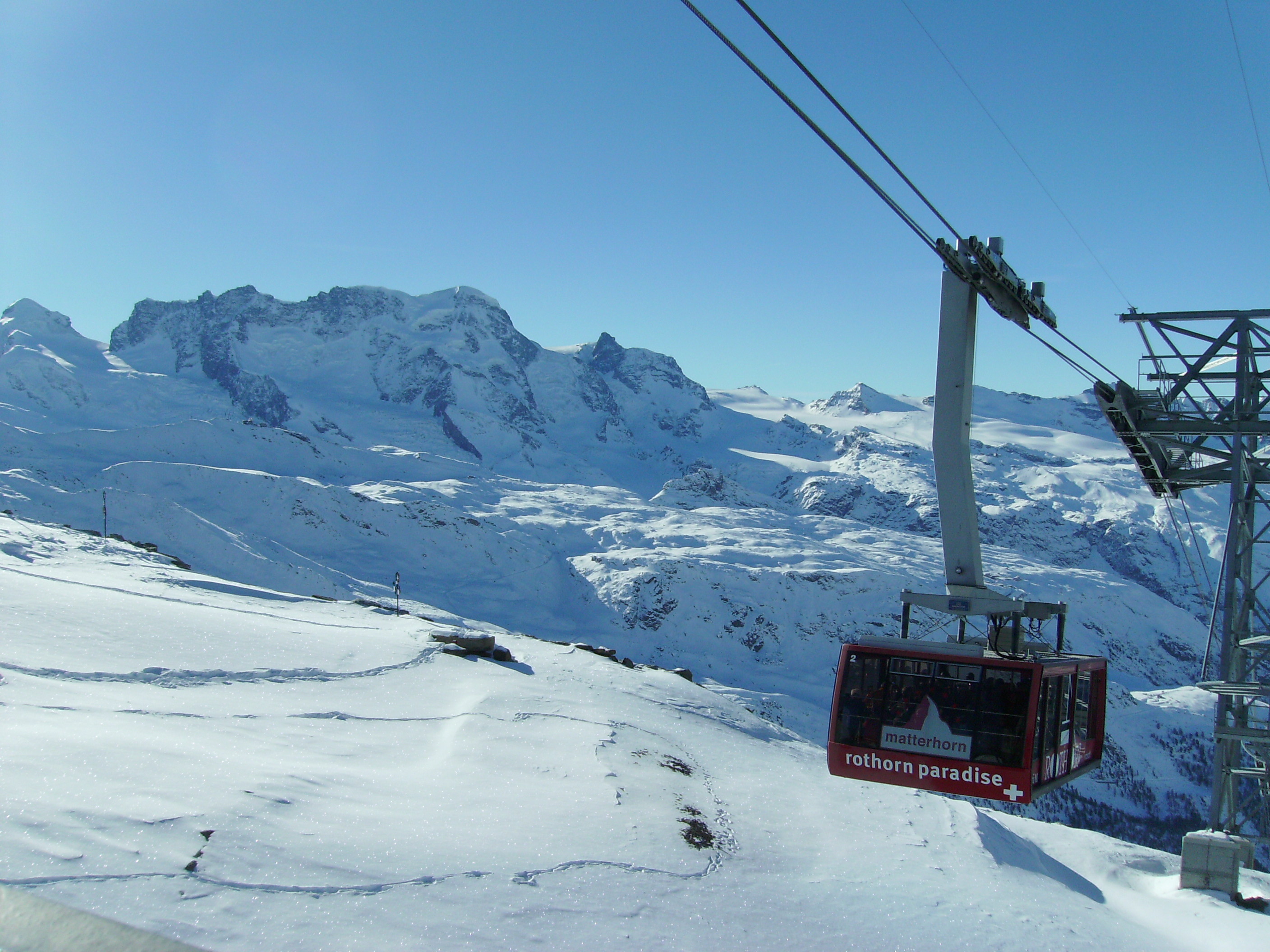
La funivia del Rothorn Paradise

La stazione a valle parte direttamente a cinque minuti dal centro di Zermatt. Grazie a una funicolare sotterranea si raggiunge il Sunnegga Paradise. Con una telecabina (d'inverno anche seggiocabinovia) si raggiunge poi Blauherd e, grazie a una funivia, si arriva alla vetta del Rothorn (3 103 metri s.l.m.), sede di un ristorante. Sulla montagna si trova pure il sentiero più alto, l'impressionante Strada della Libertà sul Cervino. In tre ore è possibile raggiungere la cima dell'Oberrothorn (3 415 metri s.l.m.). La seggiovia triposto denominata Kumme è stata in funzione fino alla stagione invernale 2017-2018, quando una valanga ne ha compromesso l'utilizzo. 

#### Impianti di risalita
- Funicolare sotterranea Zermatt-Sunnegga
- Seggiocabinovia Sunnegga-Blauherd
- Funivia Blauherd-Rothorn
- Seggiovia quadriposto Patrullarve

#### Impianti che permettono il collegamento con ilGornergrat
- Funivia Gant-Höhtalli
- Seggiovia quadriposto Sunnegga-Findeln-Breitboden

## Progetti futuri

### Progetti in fase di pianificazione

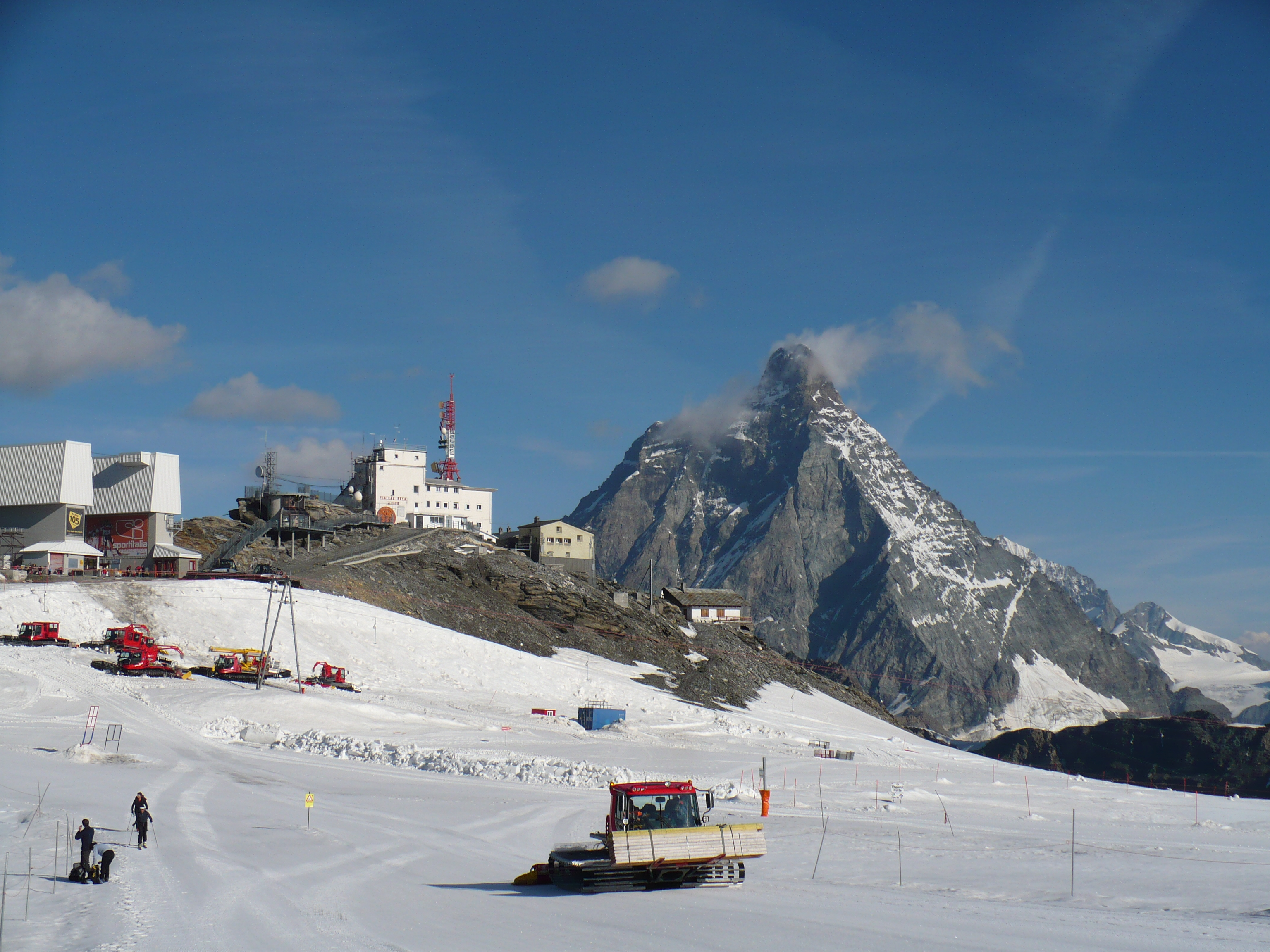
Testa Grigia

Per il futuro sono previsti i seguenti progetti:

#### Cervino Ski Paradise
- Funivia 3S Breuil-Cervinia - Plan Maison - Testa Grigia (Plateau Rosa) (in sostituzione delle funivie e delle telecabine sullo stesso tratto)

#### Matterhorn Ski Paradise
- Seggiovia Furgg-Garten (in sostituzione del Theodulexpress in quel tratto)
- Seggiovia Breitboden-Rosenritz
- Rifacimento Zermatt-Furi
- Ottimizzazione dell'area freeride Rote Nase - Stockhorn

## Gran Becca
La Gran Becca è la pista sciistica atta ad ospitare nel comprensorio sotto al Cervino la Coppa del Mondo di Sci Alpino.
Frutto di una commistione di piste del Matterhorn Ski Paradise e del Cervino Ski Paradise, è la prima pista di Coppa del Mondo transfrontaliera, nonché la più alta.
Essa parte dalla Gobba di Rollin (3899 m) e giunge alla stazione di Cime Bianche Laghi (2865 m) ed è sviluppata nella prima parte sul ghiacciaio del Teodulo e del Ventina, e nella seconda parte sulla pista n.7 del Ventina.
Gran Becca è il nome del Cervino nell'alta Valtournenche. In patois valtournain, il dialetto arpitano locale, significa grande cima.